# Giro del Veneto 1970
Il Giro del Veneto 1970, quarantatreesima edizione della corsa, valido come campionato nazionale in linea, si svolse il 21 giugno 1970 su un percorso di 262 km. La vittoria fu appannaggio dell'italiano Franco Bitossi, che completò il percorso in 7h03'00", precedendo i connazionali Felice Gimondi e Marino Basso.
Sul traguardo di Abano Terme 21 ciclisti portarono a termine la competizione.

## Ordine d'arrivo (Top 10)
| Pos. | Corridore          | Squadra       | Tempo    |
| ---- | ------------------ | ------------- | -------- |
| 1    | Franco Bitossi     | Filotex       | 7h03'00" |
| 2    | Felice Gimondi     | Salvarani     | s.t.     |
| 3    | Marino Basso       | Molteni       | a 5'43"  |
| 4    | Giancarlo Polidori | Scic          | s.t.     |
| 5    | Enrico Paolini     | Scic          | s.t.     |
| 6    | Italo Zilioli      | Faemino-Faema | s.t.     |
| 7    | Aldo Moser         | Zimba-G.B.C.  | s.t.     |
| 8    | Michele Dancelli   | Molteni       | a 10'13" |
| 9    | Renato Laghi       | Sagit         | s.t.     |
| 10   | Mauro Simonetti    | Ferretti      | s.t.     |